# Чир (станция)

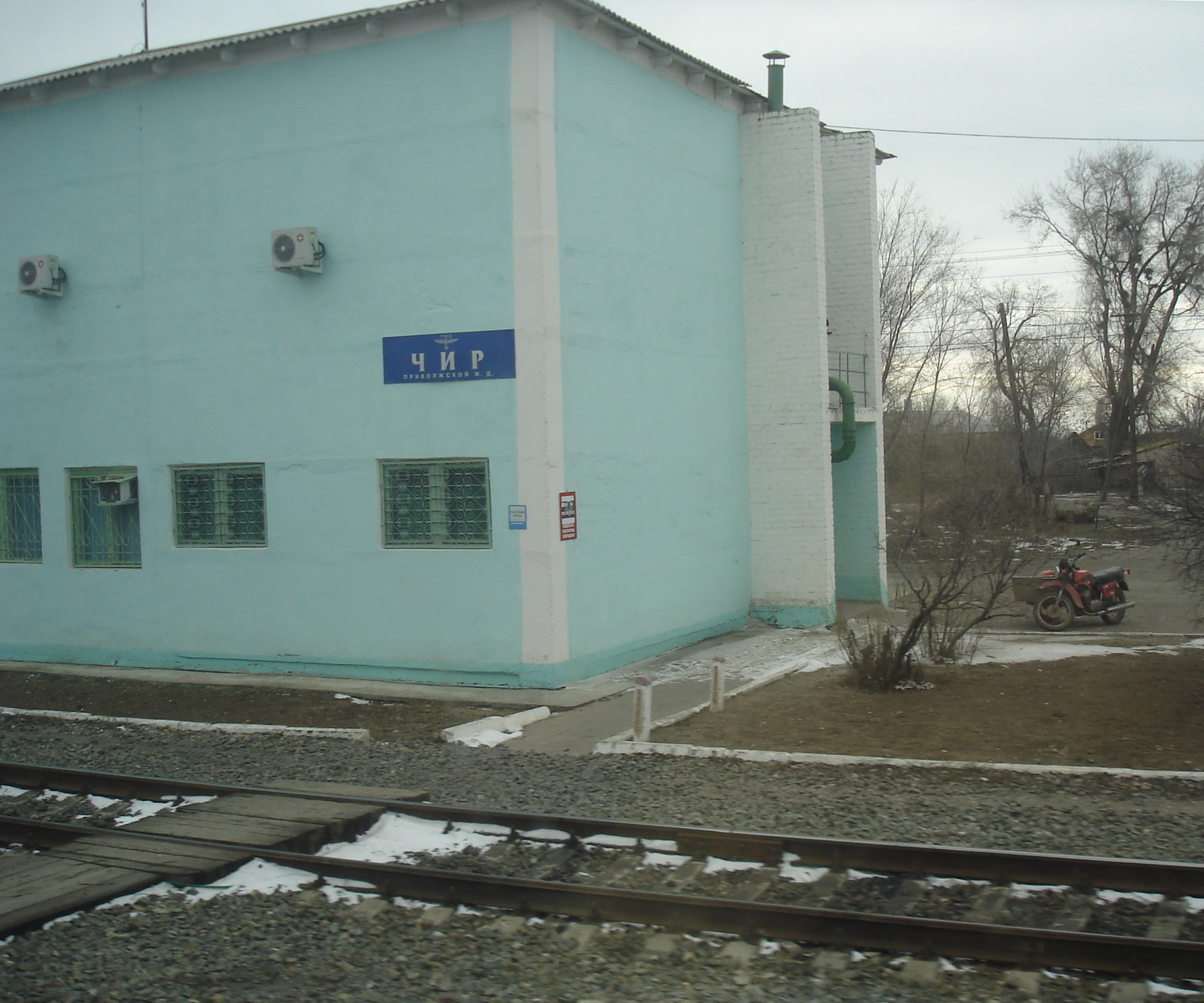
Здание на территории станции

Чир — грузовая и пассажирская станция Приволжской железной дороги. 
Расположена на территории хутора Новомаксимовский Суровикинского района  Волгоградской области.

## История
В годы Великой Отечественной войны здесь проходили бои. Станция была освобождена от немецких войск 23 ноября 1942 года частями 1-го танкового корпуса. Взятие станции Чир стало одним из решающих моментов всей операции «Уран». В боях здесь было уничтожено свыше 18 тысяч и взято в плен около 10 тысяч вражеских солдат и офицеров, уничтожено и захвачено 629 стволов артиллерийского и миномётного оружия, 12 308 единиц стрелкового оружия, 254 единицы бронетанковой техники, 1153 единицы автотракторной техники, шестнадцать самолётов и 1168 лошадей.
К семидесятилетию освобождения станции Чир от гитлеровских захватчиков здесь был установлен памятник с башней от танка Т-34, найденной на берегу Цимлянского водохранилища в 2011 году.

## Деятельность
На станции осуществляется продажа пассажирских билетов, приём и выдача багажа, приём и выдача повагонных отправок грузов (имеются открытые площадки и подъездные пути).
Имеется здание станции, где расположены кассы и зал ожидания. 